# Ломовицький Олександр Євгенович
Олександр Ломовицький (рос. Александр Ломовицкий, нар. 27 січня 1998, Москва, Росія) — російський футболіст, півзахисник казанського «Рубіна».

## Клубна кар'єра

### Початок
Займатися футболом Олександр Ломовицький почав у семирічному віці у ФК «Москва». Та вже через півтора року він пройшов відбір до школи московського «Спартака».

### «Спартак» (Москва)
У 2015 році Ломовицький почав грати у молодіжній команді «Спартака». З 2017 він грав у складі фарм-клубу «червоно-білих» «Спартак-2», який виступає у першості ФНЛ.
Влітку 2018 року Ломовицький дебютував у основному складі «Спартака». За сезон він провів у команді більше двадцяти матчів, в тому числі в кваліфікації Ліги чемпіонів і в груповому турнірі Ліги Європи.

### Оренда в «Арсенал» і «Хімки»
Влітку 2019 року на правах оренди Ломовицький перейшов до складу тульського «Арсенала», де провів весь сезон. За рік повернувшись до «Спартака» Ломовицький майже одразу знову відправився в оренду. Цього разу в підмосковний клуб «Хімки». Але вже в жовтні того року керівництво «Хімок» за обопільної згоди сторін скасувало орендний договір футболіста і Ломовицький до кінця сезону 2020/2021 знову відправився в оренду до Тули.

### «Рубін»
29 грудня 2021 року підписав контракт на чотири з половиною роки з казанським «Рубіном».

## Кар'єра в збірній
З 2013 року Ломовицький виступає за збірні Росії різних вікових категорій.
У березні 2019 року він дебютував у складі молодіжної збірної Росії. За три дні по тому футболіст відзначився першим голом у складі «молодіжки». Ломовицький забив гол у ворота команди Норвегії.

## Досягнення
Клубні
Спартак (Москва)
- Переможець молодіжної першості Росії: 2016/2017

Збірна
Росія (до 17)
- Бронзовий призер чемпіонату Європи (до 17 років) : 2015